# Трамвай Тампере
Трамва́й Та́мпере (фин. Tampereen raitiotie) — трамвайная сеть, открытая 9 августа 2021 года в финском городе Тампере. Действуют две линии общей длиной 16 км, и ещё две линии строятся.
Трамвай Тампере является второй из ныне действующих трамвайных систем в Финляндии после хельсинкского трамвая.

## История
Начал работать 9 августа 2021.

## Строительство
Первый участок линий открылся 9 августа 2021. второй участок  7 августа 2024. третий участок 7 января 2025.

## Маршруты
Организованы два маршрута 1 и 3, пропуск 2/с вариациями - он закреплён за городскими автобусами.
- 1- 2021, продление в 2024/2км и 2025/4,6 км.
- 3- 2021.

## Подвижной состав
На линиях работают 19 низкопольных двунаправленных трамваев Artic X34 производства финского завода Škoda Transtech. Интересно, что ширина колеи у трамвая — стандартная европейская 1435 мм, хотя все железные дороги Финляндии имеют 5-футовую колею в 1524 мм, а трамвайная система в Хельсинки — узкую метровую колею 1000 мм.
Фирменным цветом трамвая был выбран красный (59 % участников публичного опроса выбрали его). Как сказано на сайте трамвая, красный цвет символизирует кирпичную промышленную застройку центра города. Обивка сидений также красная с мотивом, включающим в себя официальные дерево, цветок и птицу региона Пирканмаа. 

## Перспективы
Продление 1 и 3 маршрута.